# Rio Bonţu Mare
O Rio Bonţu Mare é um rio da Romênia afluente do Rio Buzău, localizado no distrito de Buzău.